# آرتور کلوین
آرتور کلوین (انگلیسی: Arthur Kelvin؛ زادهٔ ۱۸۶۹) بازیکن فوتبال اهل بریتانیا است.
از باشگاه‌هایی که در آن بازی کرده‌است می‌توان به باشگاه فوتبال لیورپول اشاره کرد.